# Jan Wouters van Vieringen
Jan Wouters van Vieringen (Leuven, 1549 – 1598) was een arts en schrijver uit de Zuidelijke Nederlanden.

## Levensloop
Jan Wouters werd in 1549 geboren in Leuven en studeerde er medicijnen. Daarna trok hij naar Veere in Zeeland, waar hij werkzaam was als arts en pensionaris. Tijdens zijn verblijf in Veere gaf hij een Nederlandse vertaling uit van de werken van Vesalius. Later keerde hij terug naar zijn geboortestad Leuven, waar hij de graad van doctor verkreeg en Willem Bernaerts opvolgde als hoogleraar geneeskunde. Hij bekleedde die post gedurende 22 jaar, totdat hij na het overlijden van zijn vrouw tot priester werd gewijd. Hij werd vervolgens kanunnik in de kathedraal van Atrecht. Daar was hij een van de kapelaans van Albrecht en Isabella.